# Región Istmo
La región Istmo es una de las 8 regiones en las que se divide el estado mexicano de Oaxaca. La región Istmo es cuna del pueblo Binnizá, una de las culturas más importantes en el continente norteamericano antes de la llegada de los europeos, donde perdura actualmente. Sus principales ciudades son Juchitán, Salina Cruz y Tehuantepec.También se conoce como Istmo de Tehuantepec porque contiene 2 de los 30 distritos en los que se subdivide Oaxaca, Tehuantepec y Juchitán. Es de aquí donde surgió la mujer istmeña y su distinguido traje regional, el traje que representa a Oaxaca tanto de manera nacional como internacional, pues es considerado uno de los trajes más hermosos y costosos del país. Un traje regional de la mujer istmeña llega a costar entre $50 mil a $60 mil pesos mexicanos, sin contar los accesorios de oro que son necesarios para complementar dicha forma de vestir en esta región.

## Geografía
La región del istmo oaxaqueño se localiza en la parte sureste de la capital del estado entre las coordenadas geográficas de 15°59′ y los 16°58′ de latitud norte y entre los 94°12′ y los 95°40′ de longitud oeste del meridiano de Greenwich.
Su altitud máxima es de 1550 m.s.n.m. y la mínima es de 10 m s. n. m. La región limita al norte con el Distrito Mixe y el Estado de Veracruz, al sur con el Golfo de Tehuantepec, al este con el Estado de Chiapas y al oeste con el Distrito de Pochutla y Yautepec; cuenta con una extensión territorial de 19,975.57 km², correspondiéndole al Distrito de Juchitán el 66.6 % equivalente a 13,300.46 km² y al Distrito de Tehuantepec el 33.4% con 6,675.11 km².
La región del Istmo Oaxaqueño representa el 21 % del total de la superficie del Estado. Y tan sólo 4 municipios concentran casi el 40% de la población total de la región: Juchitán de Zaragoza, Tehuantepec, Matías Romero y Salina Cruz.

## Biodiversidad
La región ístmica como tal es una de las grandes áreas de biodiversidad nacional y su riqueza se debe a que es un espacio de confluencia y entrecruzamiento de como el cocodrilo, la nahuyaca, la iguana y otras más.
En la flora encontramos: el pinus oocarpa, el guanacastle, la ceiba, guayacán, cedro rojo, sauce, copal, higuerilla, mangle y muchas otras especies vegetales.

## Economía
Existen fábricas de cemento y cal en Lagunas Oaxaca, pero la mayor industria es la refinería de Pemex en el puerto de Salina Cruz. En este puerto predomina la pesca y la producción de sal como sustento de muchas familias.

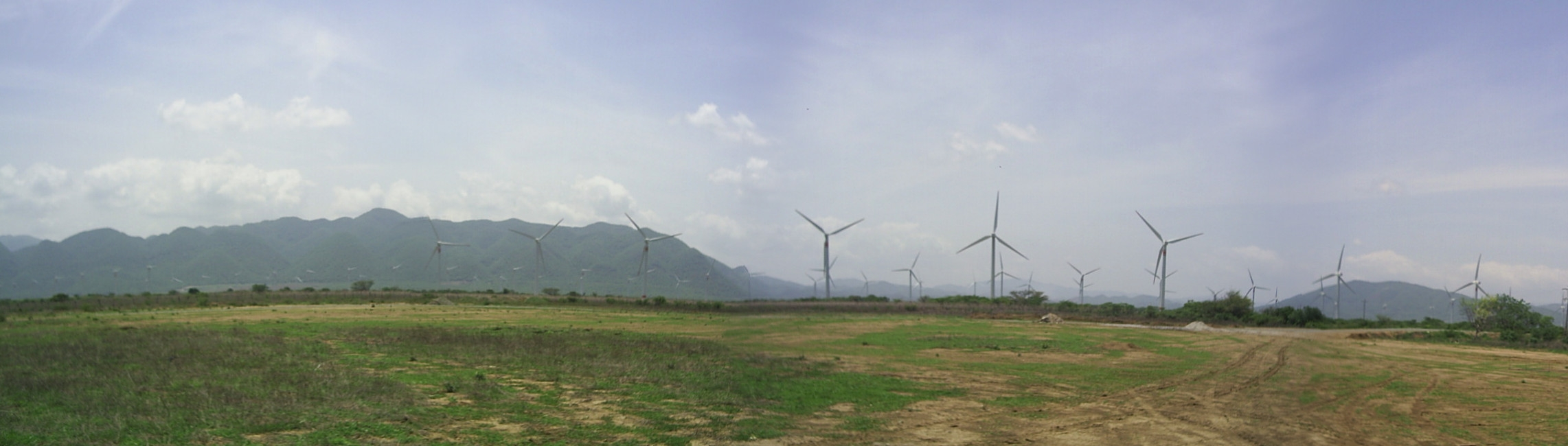
La Región se caracteriza por su producción de energía.

La ganadería extensiva es una de las principales actividades del Istmo. En la región se siembra, en parte para la comercialización en el mercado nacional e internacional, ajonjolí, café, arroz, sorgo, piña, plátano, coco, melón y la caña de azúcar.
La pesca no sólo es ribereña, existen cooperativas de pescadores que salen a alta mar y capturan diversas especies, sobre todo camarón.
También existe en la zona un significativo número de aerogeneradores agrupados en el Parque Eólico La Venta, en el que se aprovechan las condiciones climáticas de la zona de La Ventosa para la producción de energía eléctrica que se integra a la red eléctrica nacional.

## Demografía
Según el último censo realizado, la Región del Istmo cuenta con una población de 647,213 habitantes, siendo Juchitán de Zaragoza la ciudad más poblada con 113,570 habitantes, a continuación se enlistas las 10 localidades más pobladas de la región:
| Puesto | Ciudad/Localidad                       | Población | Municipio                              |
| ------ | -------------------------------------- | --------- | -------------------------------------- |
| 1      | Heroica Ciudad de Juchitán de Zaragoza | 113,570   | Heroica Ciudad de Juchitán de Zaragoza |
| 2      | Salina Cruz                            | 84,438    | Salina Cruz                            |
| 3      | Santo Domingo Tehuantepec              | 45,134    | Santo Domingo Tehuantepec              |
| 4      | Ciudad Ixtepec                         | 28,082    | Ciudad Ixtepec                         |
| 5      | Matías Romero Avendaño                 | 17,525    | Matías Romero Avendaño                 |
| 6      | Unión Hidalgo                          | 13,949    | Unión Hidalgo                          |
| 7      | San Blas Atempa                        | 13,117    | San Blas Atempa                        |
| 8      | Chahuites                              | 11,054    | Chahuites                              |
| 9      | Santa María Jalapa del Marqués         | 8,958     | Santa María Jalapa del Marqués         |
| 10     | Santa María Xadani                     | 8,632     | Santa María Xadani                     |

## Lista de lugares turísticos
- Salina Cruz. Un gran punto de partida para la ruta, con sus playas y bahías, su faro y su muelle.
- Santo Domingo Tehuantepec. Entre verdes colinas, a la orilla de un poderoso río, el fértil valle en donde descansa esta ciudad colonial, repleta de parroquias y paisajes naturales para deleitar la pupila. También se encuentra localizado la zona arqueológica de la Región Guiengola.
- Chipehua. Se encuentra en el Municipio de Tehuantepec y a 30 minutos de Salina Cruz, en donde se localiza Dunas cerca de la Playa y lugar perfecto para surfear entre esta arena.
- Juchitán de Zaragoza. Se encuentra en una de las pocas planicies de la región, lo que le ha permitido convertirse en un importante centro de producción de energía eólica. No te puedes perder el iguanario, un sitio dedicado a la preservación de las iguanas verde y negra.
- Ciudad Ixtepec. En los alrededores de esta ciudad están sitios mágicos como Nizanda, una reserva con manantiales, aguas termales, pozas naturales y un río lleno de lirios. Otro es el Cerro de Zopiloapan, con una vista espectacular de la zona y enigmáticas pinturas rupestres.
- Magdalena Tlacotepec. El nombre de este sitio quiere decir “lugar situado en medio de cerros”. Son estos cerros los que proveen la principal actividad económica, ya que sus bosques se utilizan para obtener maderas finas. En el Ojo de Agua de Tlacotepec puedes disfrutar de las bondades de un fresco manantial.
- Lagunas. Puedes visitar la Reserva Natural Laguna Azul, donde encontrás diferentes especies de animales de la región. También puedes visitar diferentes balnearios o albercas abiertos al público en general.
- Santiago Laollaga. Este municipio es famoso por su balneario, construido a partir de un manantial subterráneo.
- Santa María Nativitas Coatlán.  Se trata de una comunidad mixe. Es un caso muy interesante, ya que esta población de alrededor de 600 personas, ante la falta de apoyo por parte de las autoridades, se organizó y comenzó a monitorear la fauna del lugar para protegerla. Hoy, se ha detectado la presencia pumas y tapires. Como parte de la conservación del lugar se orgnizan recorridos de avistamento de aves y mamíferos.
- Santa María Guienagati. Este pueblo fue formado por los zapotecos. Está rodeado por 5 montañas muy conocidas: Picacho, El Guiedoo, Guichona, Xicapextle y Guienagati. En este lugar te adentrarás al escarpado terreno montañoso de Oaxaca, sobre todo a partir de senderismo, donde podrías avistar venados, iguanas, aves de distintas especies, reptiles y arácnidos; mientras que en la zona húmeda se destacan los armadillos, serpientes y aves.
- Santa María Chimalapa. Aquí, mayoritariamente sus habitantes son de la etnia conocida como zoque. Se encuentra en el sureste de Oaxaca, en los límites con Chiapas, es el municipio más grande de este estado y se encuentra en una región montañosa. Este pueblo está cerca de la hermosa selva de los Chimalpas, uno de los pocos vestigios que quedan de la selva en México, y una región hidrológica muy importante; la mayor reserva de mamíferos en el país.
- San Pedro Comitancillo. Lugar de bosques, donde aún se elaboran artesanías tradicionales de alfarería y palma, y gran variedad de huipiles y faldas, es una delicia natural. Aquí podrías hallar desde coyotes, tlacuaches, mapaches, liebres, chachalacas, palomas, codornices, armadillos, iguanas y conejos.
- San Francisco Ixhuatán. Se encuentra al sur de Oaxaca, famoso sobre todo por sus cerros Tortuga y Las Culebras.
- Guevea de Humboldt. Este pueblo fue fundado en el año de 1540 por el rey zapoteca de Tehuantepec llamado Cosijopi, más tarde bautizado por los españoles como Don Juan Cortés Cosijopi. Conocido por su orografía escarpada, sus montañas más conocidas son El Picacho, Guiechona, San Isidro, El Borrego, Xigama Chico, Xigama Grande y montaña Romas. Sus bosques son bellísimos.
- Unión Hidalgo En este municipio se podrán observar entre sus calles bien trazadas y rectas, diversos murales dedicados a personajes sobre salientes de la comunidad como la actriz de Hollywood Lina Marín y "Na Rosita" un símbolo de resistencia tras el Terremoto de Chiapas de 2017, así mismo sus casas vernáculas o de teja de estilo colonial por las cuales en 2017 fue considerada segunda ciudad colonial del Estado de Oaxaca [2] y así como su antiguo panteón.
- Santo Domingo Zanatepec En este municipio se encuentra el Río Ostuta, uno de los más importantes y mejor conservados de la zona oriente del istmo, al que se puede ingresar para bañarse. También se encuentran las lagunas del Sol y la Luna, el cruce entre cerros denominado "El Boquete", y el cerro del Cuscumate donde, según la tradición, bailaron por última vez los binnigulasa.

## Cultura y Tradiciones

### Velas Istmeñas.
Celebración  de las Velas Istmeñas es una de las fiestas más populares de la región, se lleva a cabo desde la época prehispánica, son fiestas o reuniones que se realizan durante la noche cuyo motivo inicialmente fue pedir tiempos propicios a los dioses para la agricultura, principalmente en el mes de mayo, por ello se dice “mayo es el mes de las velas”. En la actualidad, estas celebraciones se realizan en varios meses del año, ya que cada barrio de las comunidades de la región tienen su vela distintiva en honor a su santo patrón.
Por citar algunas, están la de San Lucas, San Juan, San Marcos, San Mateo y, de las más importantes, la vela Sandunga de Tehuantepec. Mientras que en Juchitán que es la cabecera municipal principal se festejan las tradicionales "Renombradas Velas de Juchitán" por mencionar algunas como; La Vela de los pescadores, vela jazmín, vela San Isidro Norte y sur, vela de san Pedro Mártir, vela San Juan, vela Calvario, etc. Y como festividad más importante y más reconocida de todo el Istmo Oaxaqueño está la Vela principal en honor al Santo Patrono de Juchitán, "la Vela Grande de San Vicente Ferrer", considerada la vela más antigua del istmo de tehuantepec.
El colorido y la alegría de las istmeñas y sus trajes de gala enmarcan estas celebraciones, pues ellas son las protagonistas.
Las velas están constituidas por varios rituales, que han sufrido pocas variaciones desde la época prehispánica:
- Entrega de la cera
- Labrada de la cera
- Molida de polvo
- Vela o baile de gala
- Baile velorio
- Regada o tirada de frutas
- Misa en honor al santo patrono
- Baile tradicional
- Lavada de ollas (último día de la festividad)

### Xandu o Día de Muertos.

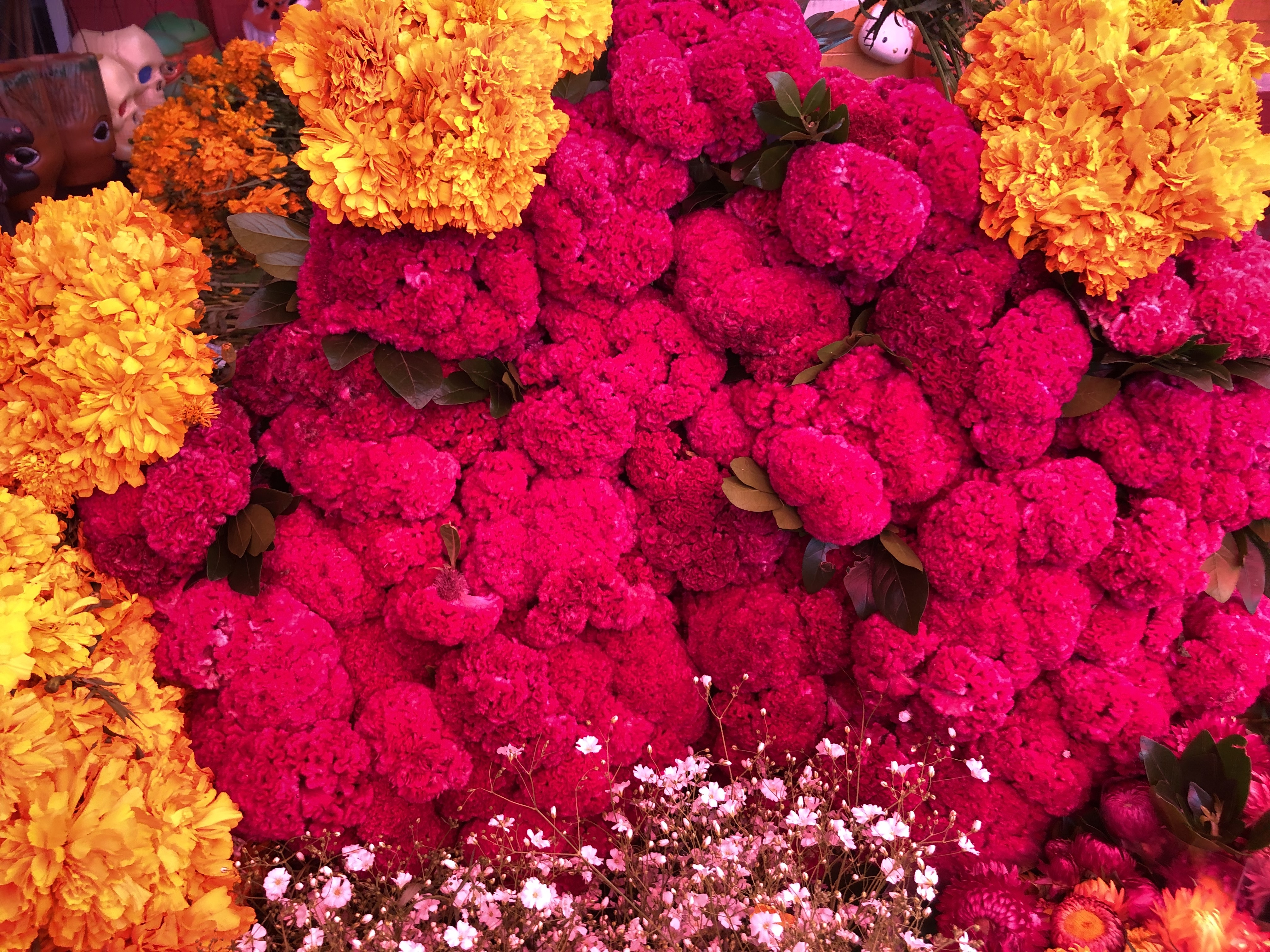
Xandu es el Nombre del Día de Muertos en Zapoteco

El Día de Muertos es una celebración mexicana de origen prehispánico que honra a los difuntos. En Juchitán, la celebración se realiza durante los días 30 y 31 de octubre, aunque anteriormente los zapotecas antiguos les rendían culto del 25 al 30 de octubre, basados en su calendario religioso conocido como (Biguie') y después de la llegada de los españoles, se nombró como Xandú (Todos Santos).
La palabra Xandú es la zapotización del vocablo castellano "santo", que a su vez viene del latín "sanctus". Los pueblos indígenas tenían una concepción de la muerte como una etapa más de la vida, o sea que la vida no se acababa con la muerte de la persona, sino trascendía a un estado de paz, y no se veía con temor a la muerte.
En Juchitán se cree que en estas fechas de Todos Santos, son los muertos los que se acercan a las casas a convivir con sus familiares, por lo que normalmente las familias ponen altares de diferentes tamaños, adornados con flores y alimentos típicos como tamales, bebidas, cocos, frutas, hojas de plátano y veladoras, mientras que en la Semana Santa, el Domingo de Ramos, son los vivos quienes visitan a sus familiares en las tumbas del panteón municipal.
Se le llama Xandu' Ya'a (todo-santo fresco), al primer Todos Santos, con ofrendas de purificación y es que se dice que los muertos ya no regresan después de dos años, por eso se acostumbra hacer dos ofrendas.
En español se llama el primer año de muerte de la persona, Todos Santos, en zapoteco se dice "Xandu' Ya'a", y al segundo Todos Santos se llama "Xandu' Guiropa", pero hay personas con mejores posibilidades económicas que realizan para sus difuntos un Xandu' Guio' na (tercer Todos Santos).

### Música.

#### La Sandunga o Zandunga.
Es una canción tradicional mexicana del istmo de Tehuantepec, Oaxaca. Se han escrito diversos versos de esta canción, tanto en español como en zapoteco y náhuatl, aunque los más conocidos son de la autoría del compositor oaxaqueño Máximo Ramón Ortiz.
La palabra sandunga es de origen incierto. Algunos atribuyen su significado a la voz zapoteca que en español se traduce como "esa música profunda"; su acepción coloquial es el de gracia, donaire y salero, mientras que en países como Chile, Colombia y Puerto Rico es sinónimo de "parranda" o "juerga bulliciosa".
“La Sandunga” es el himno por antonomasia de los istmeños e inclusive de los oaxaqueños que viven fuera de este estado. Llegó a México como una pieza de jaleo andaluz en 1850, y tres años después en Oaxaca fue ejecutada como danza de corte europeo, y también llegó a ser reconocida.[cita requerida]
Algunos dictaminan: “La correcta traducción de la palabra sandunga, de su lengua madre zapoteca, significa mujer alegre, salerosa y bailadora”. O bien: “La etimología zapoteca nos indica que su significado es “Saa” (música) y “ndú” (profundo). Sandunga es una música o canto profundo”. María Elena Sodi de Pallares afirma: “Desde luego la palabra sandunga quiere decir jota [¡!], baile alegre y popular (fiesta perfecta). Para darle un toque de credibilidad, agregan a sus plagios: “Los expertos han señalado…”. Pero sin aportar los datos de dónde salió tal definición o citan a un verdadero investigador, sin consultar la fuente directa; es decir, hacen citas de citas; sin embargo, la traducen como baile que se efectúa bajo una higuera. De cualquier manera, sandunga es fiesta, alboroto, alegría”.
En 1853, esta música es llevada a Tehuantepec por Máximo Ramón Ortiz, con los primeros versos, mientras que el músico tehuano Andrés Gutiérrez, la armoniza y la registra en las primeras partituras, para que posteriormente las bandas de música la interpretaran. La melodía se popularizó rápidamente de la muerte de Máximo Ramón Ortiz, y se hizo un arreglo para conjunto musical. Fue el músico Cándido Jiménez quien realizó ese arreglo instrumental en 1870. Con esa melodía debutó la que fue la primera banda de Tehuantepec y que tuvo bajo su propia dirección.[cita requerida]
"La sandunga" surgió como una sencilla tonadilla compuesta de un son y un zapateado. Esta melodía, sin duda, desata por igual nostalgias y localismos encendidos; en la actualidad, es ejecutada por intérpretes, bandas y orquestas istmeñas, consta de una introducción en la que abunda la improvisación instrumental, con ornamentación y solo de clarinete, que se desarrolla libremente. “La Sandunga” ha sido crucial en el desarrollo musical de la región del istmo de Tehuantepec.[cita requerida]
Gran cantidad de los sones que se tocan actualmente en el estado de Oaxaca, incluida “La llorona”, “Canción mixteca”, “Dios nunca muere” y “La Sandunga” son las cuatro piezas musicales que identifican al estado de Oaxaca en los ámbitos nacional e internacional.

#### La Martiniana.
Es un famoso son tradicional mexicano, característico del istmo de Tehuantepec, Oaxaca conocido particularmente por su estrofa "No me llores no, por que si lloras yo peno, en cambio si tu me cantas yo siempre vivo y nunca muero..." que el compositor y escritor oaxaqueño Andrés Henestrosa, popularizó, y que se ha convertido en un canto popular muy utilizado, además de los más representativos del estado de Oaxaca y de México.
Sin embargo la autoría de este tema por parte de Henestrosa es dudosa, porque esta canción desde tiempo atrás era un son popular Tehuano con autoría anónima, este autor escribió la misma música con diferente letra antes que Henestrosa popularizara la suya. La canción se llama "La Micaela" y cuenta la historia de un pescador de San Isidro Pichichi que le dice a su esposa que no tienen dinero para ir al cuarto viernes (celebración del santo de la ciudad de Chihuitán), que no insista pues este año no hubo una buena cosecha. Retratando la conciencia social de los pueblos del Istmo, la pobreza y devoción católica que ha marcado su manera de ser.

#### La Llorona.
Es una canción popular mexicana, originada en la zona del istmo de Tehuantepec, en Oaxaca. No tiene una versión única; sobre su armonía, muchos autores han creado o derivado versos que la convierten en una historia de amor y dolor muy representativa de la época de la Revolución mexicana.
Junto con La Adelita y La Cucaracha, La Llorona se convirtió en un canto popular muy utilizado pero, a diferencia de las demás, existen muchas versiones, cada una con letra distinta.